# Master Educational Needs
De Master Educational Needs (afkorting: M EN) is een hbo-masteropleiding in Nederland. Het betreft hier een professional master.
De opleiding kent drie domeinen: 
- Speciaal onderwijzen
- Leidinggeven en ondersteunen
- Schoolontwikkeling en diversiteit

Deze domeinen worden doorlopen in twee fasen.

## Speciaal onderwijzen
Dit domein richt zich op het primaire proces. De master is gespecialiseerd in het werken met kinderen met een handicap, ernstige gedragsproblemen of complexe leerproblemen. 

### Eerste fase
Dit domein kent in de eerste fase de volgende specialisaties:
- Gedragsproblemen
- Onderwijsleerproblemen
- Beperkingen en handicaps
- Jonge kinderen
- Voortgezet speciaal onderwijzen.

### Tweede fase
In de tweede fase kunnen de volgende uitstroomprofielen worden gekozen:
- Gedragsspecialist
- Specialist gedrags- en ontwikkelingsstoornissen
- Zelfonderzoek: in gesprek met de leerling
- Specialist remedial teaching
- Lees- en dyslexiespecialist
- Rekenspecialist
- Specialist beperkingen en handicaps
- Specialist spel

## Leidinggeven en ondersteunen
Dit domein richt zich op het creëren van een leeromgeving waarin de zorg voor leerlingen ‘voor wie het niet vanzelf gaat’ voorop staat. De master is gespecialiseerd in leidinggeven en begeleiden en om anderen te inspireren en mede verantwoordelijk te maken voor het welslagen van een optimaal functionerende organisatie.

### Eerste fase
Dit domein kent in de eerste fase de volgende specialisaties:
- Interne begeleiding
- Ambulante begeleiding
- School video-interactiebegeleiding (SVIB)
- Arbeidsvoorbereiding en arbeidstoeleiding
- Zorgcoördinator vo/mbo
- Startbekwaam leidinggevende

### Tweede fase
In de tweede fase kunnen de volgende uitstroomprofielen worden gekozen:
- Specialist begeleiden
- Specialist leidinggeven

## Schoolontwikkeling en diversiteit
Dit domein richt zich op het anticiperen op belangrijke maatschappelijke en culturele ontwikkelingen. De master is gespecialiseerd om op een adequate manier de pedagogische omgeving van thuis en school op elkaar af te stemmen.

### Eerste fase
Dit domein kent in de eerste fase de volgende specialisaties:
- Passend onderwijzen
- Passend onderwijzen in de brede school
- Passend onderwijzen in de kleurrijke school

### Tweede fase
In de tweede fase kan het volgende uitstroomprofiel worden gekozen:
- Specialist inclusief onderwijs

## Trivia
- In Schotland geeft het afronden van deze opleiding het recht op het voeren van de titel Master Additional Support Needs (M ASN). In Nederland is dit te vergelijken met een post-hbo-opleiding, omdat de opleiding één jaar duurt na een hbo-opleiding.